# صوفيا إليزابيت برينر
صوفيا إليزابيت برينر (بالسويدية: Sophia Elisabet Brenner)‏ هي صاحبة صالون أدبي وكاتِبة وشاعرة سويدية، ولدت في 29 أبريل 1659 في City of Stockholm (former municipality) ‏ في السويد، وتوفي بنفس المكان في 14 سبتمبر 1730.